# Léon Pourtau

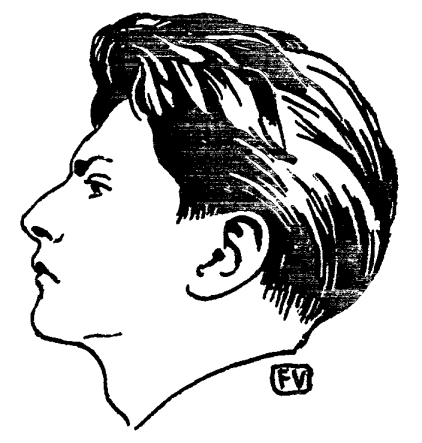
Léon Pourtau door Félix Vallotton, 1898.

Léon Pourtau (Bordeaux, 1872 - nabij Sable-eiland, 4 juli 1898) was een Frans musicus kunstschilder. Hij schilderde voornamelijk in een neo-impressionistische stijl.

## Leven en werk
Pourtau trad aanvankelijk in de leer bij een typograaf, maar ging al op zijn vijftiende naar Parijs om kunstschilder te worden. Daar raakte hij vervolgens verzeild in de wereld van de café chantants, maakte aanvankelijk tekeningen om er de muren mee te decoreren en belandde al snel als klarinettist in een variété-orkest. Een jaar lang reisde hij vervolgens met een circusorkest rond door Frankrijk en op zijn 22-ste begon hij aan een studie aan het conservatorium te Parijs. Op zijn 22-ste zou hij vervolgens docent worden aan het conservatorium in Lyon. Hij was lid van "l'Orchestre de la Société des Concerts du Conservatoire".
Pourtau's passie bleef echter het schilderen, hetgeen hij ook steeds bleef doen, naast zijn beroepsactiviteiten in de muziekwereld. Hij kwam rond 1890 in contact met Georges Seurat, zelf ook muzikant, die hem persoonlijk de techniek van het pointillisme bijbracht. In de tweede helft van de jaren 1890 ontstond er een toenemende interesse voor zijn werk, met name ook bij verzamelaars uit de Verenigde Staten. Toen hij in 1896 een uitnodiging kreeg om met zijn conservatoriumorkest een tournee door Amerika te maken greep hij dat met twee handen aan, mede ook om zijn werk te promoten. Het schip SS La Bourgogne, waarmee hij in 4 juli 1898 op weg terug was naar Le Havre, leed echter schipbreuk in de buurt van het Sable-eiland. Van de ruim 700 opvarenden kwamen er 549 om, waaronder Pourtau. Hij werd amper 26 jaar oud.

## Galerij

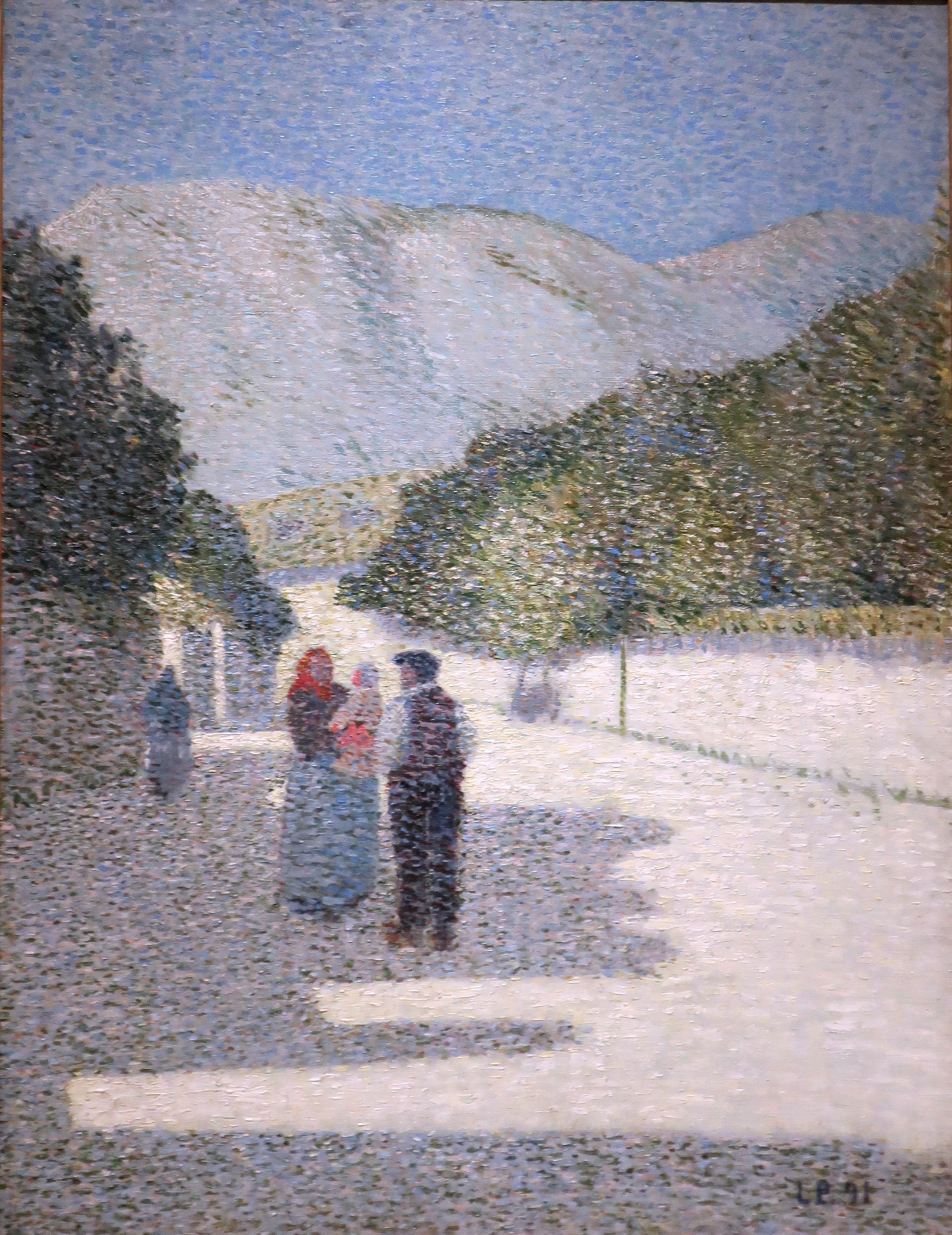
Provencaalse weg
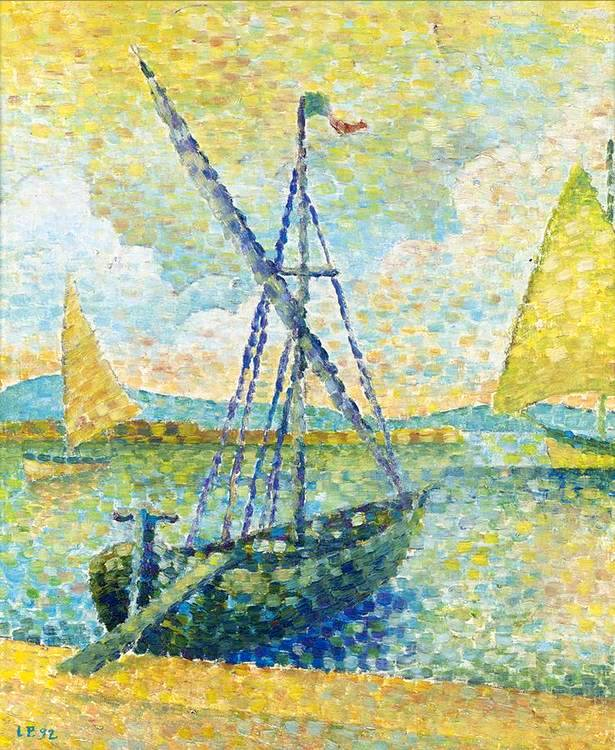
St. Tropez
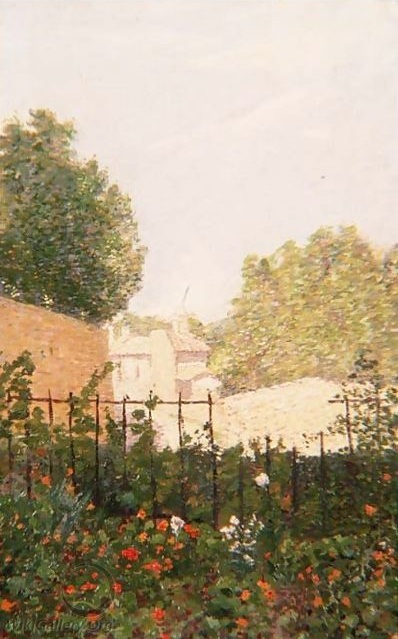
De ommuurde tuin
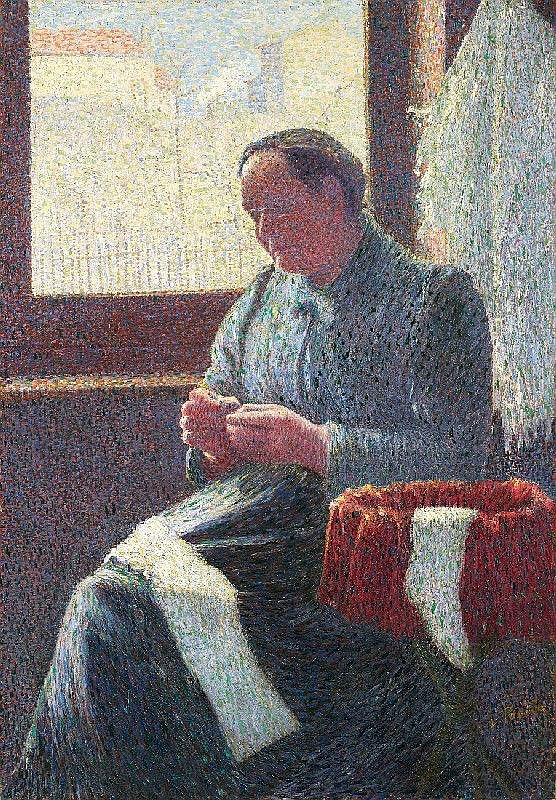
Portret van madame Vallad
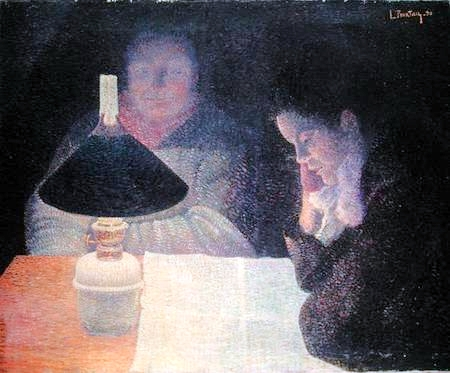
Leren bij de lamp
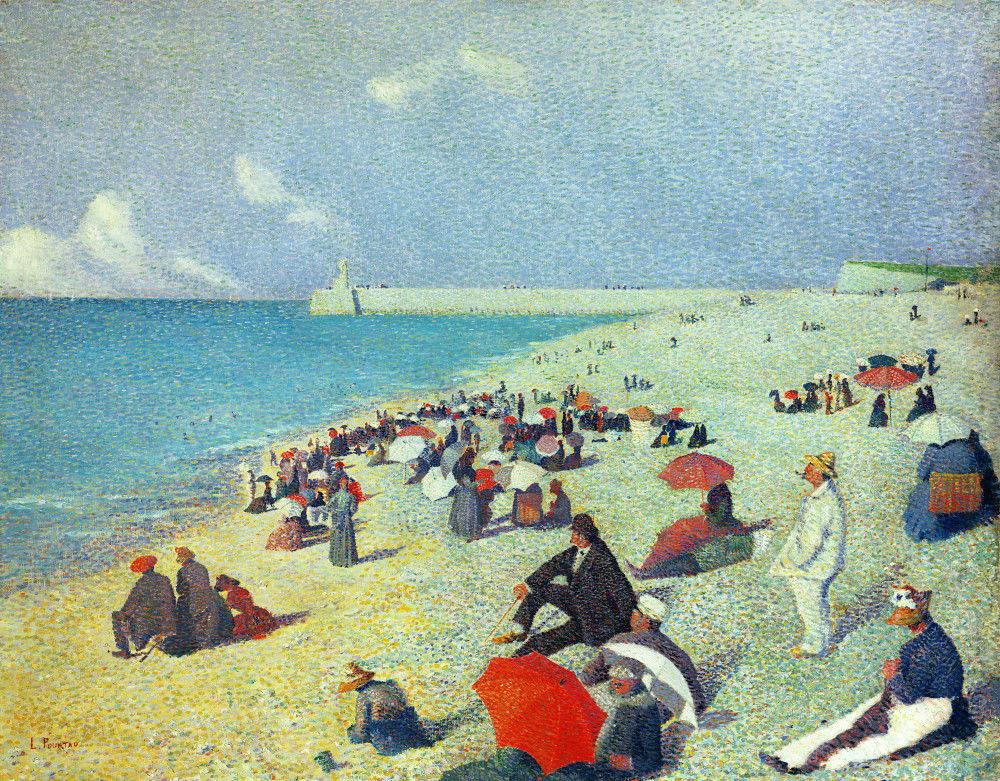
Aan het strand
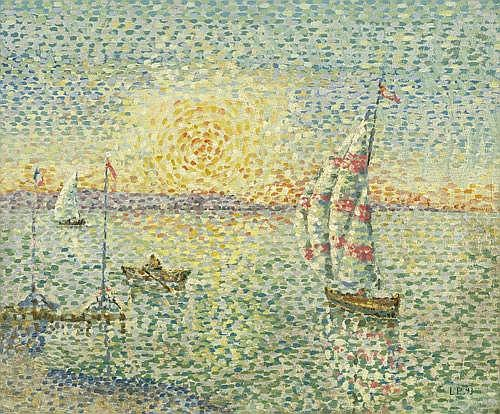
Ondergaande zon
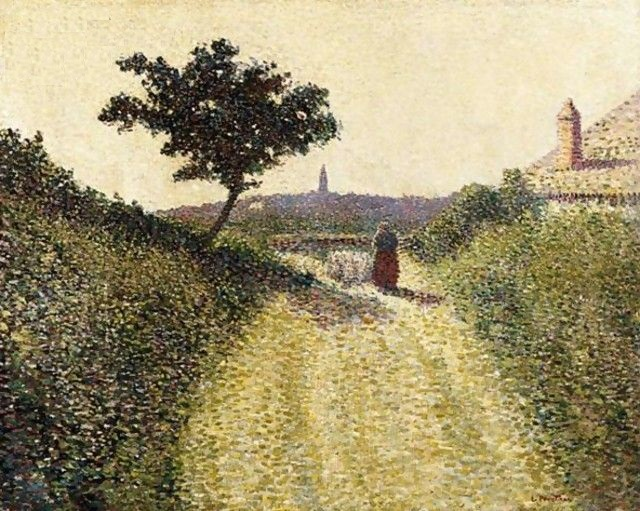
Landweg